# مطار يونغزهو لينغلينغ
مطار يونغزهو لينغلينغ (بالإنجليزية: Yongzhou Lingling Airport)‏ و(بالصينية: 永州零陵机场) (إياتا: LLF، إيكاو: ZGLG) مطار عام يقع بمدينة Lengshuitan في الصين. يبلغ طول المدرج 2600 م .

## وصلات خارجية
- http://www.flightstats.com/go/Airport/airportDetails.do?airportCode=LLF